# Путивльське князівство
Путивльське князівство — сіверське удільне князівство з центром в Путивлі. Перша згадка припадає на 1146 рік, коли путивльський князь воював з чернігівськими князями. Проте археологи доводять існування дерев'яної фортеці ще в X столітті. Путивль вважався частиною Новгород-Сіверського князівства. У 1185 році з Путивля вирушав у похід на половців легендарний князь Ігор (герой Слова о полку Ігоревім). Наступного 1186 року половці нанесли контрудар, розоривши околиці Путивля. У 1223 році Путивльська рать брала участь у битві на Калці. Потім 1239 року путивльські землі були розорені татаро-монголами. Проте існує версія, що на початку XIV століття путивльські князі змогли заволодіти київським престолом. У 1362 році після битви при Синіх водах князівство входить до складу Великої Литви. Кінець князівства настав у результаті його поглинання Московською державою у 1500 році.
У Смутні часи територія Путивльського князівства була основним вогнищем повстання Болотникова. Нащадками корінного населення Путивля (сіверян) вважаються горюни[джерело?].

## Князі
Більшість путивльських князів належало до роду Ольговичів династії Рюриковичів.
- Олег Святославич (1157—1159[3])

- Ігор Ольгович.
- Олег Святославич — правитель XII століття, старший брат князя Ігоря.
- Володимир Ігорович — правитель XII століття, син князя Ігоря.
- Іоанн Путивльський — правитель XIII століття, онук Михайла Чернігівського[4], за іншою версією є сином Іоанна Романовича путивльського[5] та внуком Романа Ігоровича[6].